# Таревци
Таревци су насељено мјесто у општини Модрича, Република Српска, БиХ. Према прелиминарним подацима пописа становништва 2013. године, у насељеном мјесту Таревци укупно је пописано 2.723 становника.

## Географија
Насеље Таревци налази се у северном делу Републике Српске, западно од центра града Модриче.

## Становништво
Према попису из 1991. године, мјесто је насељено углавном Бошњацима, али се након рата 1992―1995. национални састав драстично промијенио досељавањем избјеглих Срба. Тренутно је однос Срба и Бошњака у мјесту 55%–40%.
| Националност       | 1991.          | 1981.          | 1971.          | 1961. |
| Муслимани          | 2.173 (93,58%) | 2.033 (90,67%) | 1.946 (99,03%) | 1.528 |
| Срби               | 33 (1,42%)     | 28 (1,24%)     | 7 (0,35%)      | 158   |
| Хрвати             | 11 (0,47%)     | 57 (2,54%)     | 1 (0,05%)      | 10    |
| Југословени        | 73 (3,14%)     | 109 (4,86%)    | 1 (0,05%)      | 8     |
| остали и непознато | 32 (1,37%)     | 16 (0,67%)     | 10 (0,51%)     | 72    |
| Укупно             | 2.322          | 2.242          | 1.965          | 1.776 |

| Демографија | Демографија | Демографија |
| Година      | Становника  | Становника  |
| ----------- | ----------- | ----------- |
| 1948.       | 1.693       |             |
| 1953.       | 1.755       |             |
| 1961.       | 1.776       |             |
| 1971.       | 1.965       |             |
| 1981.       | 2.242       |             |
| 1991.       | 2.317       |             |
| 2013.       | 2.723       |             |

## Познате личности
- Нада Топчагић, српска певачица
- Асим Сарван, српски и југословенски музичар, композитор и продуцент